# Полигоно
Поли́гоно (греч. Πολύγωνο) — район Афин. Название происходит от полигона, на котором происходили торжественные парады Афинского кадетского корпуса.
Район расположен выше парка Марсово поле на склонах цепи холмов Турковуния, античное название которой Анхесм (др.-греч. Ἀγχεσμός). Граничит с районами Гизи, Кипсели и Неа-Филотеи.